# بريت أنغيل
بريت أنغيل (بالإنجليزية: Brett Angell)‏ هو لاعب كرة قدم بريطاني، ولد في 20 أغسطس 1968 في مرلبرو ‏ في المملكة المتحدة. لعب مع بريستون نورث إيند وبورت فايل وديربي كاونتي وروشدين ودايموندز وستوكبورت كونتي وشيفيلد يونايتد وكوينز بارك رينجرز ونادي إيفرتون ونادي بورتسموث ونادي ساوثيند يونايتد ونادي سندرلاند ونادي والسول ونوتس كاونتي ووست بروميتش ألبيون.

## وصلات خارجية
- بريت أنغيل على موقع قاعدة بيانات كرة القدم.إي يو (الإنجليزية)
- بريت أنغيل على موقع Soccerbase.com (لاعب) (الإنجليزية)
- بريت أنغيل على موقع عالم كرة القدم.نت (الإنجليزية)